# Propsephus fulvipes
Propsephus fulvipes là một loài bọ cánh cứng trong họ Elateridae. Loài này được Quedenfeldet miêu tả khoa học năm 1886.